# Riekofen
Riekofen è un comune tedesco di 811 abitanti, situato nel land della Baviera.